# Hemma
Hemma ist ein weiblicher Vorname.

## Herkunft und Bedeutung
Für den Namen Hemma kommen verschiedene Herleitungen in Frage:
- Variante von Emma[1]
- Variante von Helma[1]
- weibliche Form von Hemmo[2]
  - finnische Koseform von Heinrich[3]
  - finnische Kurzform von Hemming[3], der auf hemingr „Haut der Schenkel“ oder hamr „Form“, „Gestalt“ mit patronymischer Endung -ingR zurückgeht[4]
  - samische Koseform von Herman[3]
  - finnische Koseform von Heimo[3]

## Verbreitung
In Österreich ist der Name Hemma zwar selten, wird jedoch immer noch regelmäßig vergeben. In den 1980er und 1990er Jahren erreichte er noch mehrfach Platzierungen in der Top-300 der Vornamenscharts. Mittlerweile wird er seltener vergeben. Die konkrete Platzierung ist starken Schwankungen ausgesetzt. Im Jahr 2017 erreichte Hemma Rang 465 der Vornamenscharts, im Jahr 2021 stand er auf Rang 758.

## Varianten
Die slowenische Variante des Namens lautet Hema.
Für weitere Varianten: siehe Emma#Varianten, Helma, Henrike#Varianten und Hermine#Varianten

## Namenstage
- 31. Januar: nach Königin Hemma
- 19. April: nach Hemma von Paderborn
- 27. Juni: nach Hemma von Gurk

## Namensträgerinnen
- Hemma (808–876), ostfränkische Königin (Gemahlin Ludwig des Deutschen)
- Hemma von Gurk (* zwischen 995 und 1000, † 1045), katholische Heilige
- Hemma von Böhmen (* vor 950, † um 1006), Ehefrau des böhmischen Herrschers Boleslav II.
- Hemma Schmutz (* 1966), österreichische Kunst- und Kulturmanagerin
- Hemma Clementi (* 1968), österreichische Schauspielerin